# 哈克镇
哈克镇，是中华人民共和国内蒙古自治区呼伦贝尔市海拉尔区下辖的一个乡镇级行政单位。

## 行政区划
哈克镇下辖以下地区：
谢尔塔拉社区、哈克村、团结村、扎罗木德村、十六号村、孙家屯村和联合村。